# Miguel VIII Paleólogo
Miguel Comneno Ducas Ângelo Paleólogo (em grego: Μιχαήλ Δούκας Κομνηνός Παλαιολόγος; romaniz.: Mikhael Doukas Komnēnós Palaiologos; 1224 – 11 de dezembro de 1282), conhecido como Miguel VIII, foi imperador bizantino de 1259 a 1282. Casou em 1253 com Teodora Ducena Vatatzina, sobrinha-neta do antigo imperador João III Ducas Vatatzes, que lhe deu 5 filhos.

## Chegada ao trono

Império Bizantino em 1265

Miguel, da família dos Paleólogo, sobe ao trono do Império de Niceia (resultante da divisão do Império após a tomada de Constantinopla pelos Cruzados em 1204) em 1259, pouco depois da morte do imperador Teodoro II Láscaris, associando-se ao herdeiro legítimo João IV Láscaris que na altura tinha apenas 8 anos, após a morte de Jorge Muzalon co-regente nomeado por Teodoro. Um ano depois mete mãos à obra para realizar a sua ambição: a reconquista de Constantinopla. Para tal, alia-se a Génova e um dos seus generais passa meses a estudar a cidade, à espera do melhor momento para atacar. Esse momento chega em Julho de 1261: quando a maioria do exército latino estava fora da cidade, bizantinos e genoveses conseguem abrir as portas da cidade (com ajuda de locais) e retomam Constantinopla aos Latinos. No poder, Miguel manda cegar e desterrar João IV e proclama-se senhor do Império Bizantino, o que lhe vale ser excomungado pelo patriarca de Constantinopla Arsénio I, tutor do legítimo herdeiro, excomunhão essa que só será levantada sete anos mais tarde, com a tomada de posse de novo patriarca. Mais: para assegurar uma sucessão sem sobressaltos aos seus descendentes, casou todas as irmãs de João IV com príncipes estrangeiros, de forma a que os seus filhos não pudessem reclamar o trono de Constantinopla.

## Reinado
A sua principal ambição era retornar o Império Bizantino à sua glória de outrora. Aboliu todos os costumes introduzidos pelos conquistadores latinos e restabeleceu muitas das antigas instituições e cerimónias bizantinas de antigamente. Estabeleceu acordos de paz com o Principado da Acaia (1263) (que havia sido incitado pelo papa romano a atacar Niceia) que lhe cedeu terrenos na Moreia, e com o Despotado do Epiro (1264). No entanto, Miguel falha em trazer o império até às fronteiras do início do século XIII: o norte dos Bálcãs foi tomado pelos Búlgaros e Sérvios, o império de Trebizonda permaneceu independente até à conquista otomana, Creta continuou sob controlo franco até 1489, altura em que foi cedida aos venezianos, o Despotado do Epiro, o Reino de Tessalónica, o principado da Moreia e o Ducado de Atenas, na posse dos Francos.
Para separar o papa dos seus antigos aliados, Miguel decidiu unir a Igreja Católica à Ortodoxa, e efectivamente em 1274, no Segundo Concílio de Lyon forma-se uma ténue aliança entre as duas igrejas. Esta aliança vem com um preço, todavia: as cadeias de Constantinopla enchem-se de gente descontente com a união. União essa que será algo efémera: o papa Martinho IV, com uma pequena ajuda de Carlos de Anjou, rei da Sicília, excomunga Miguel. Como vingança, o basileu bizantino manipula a Companhia Catalã de modo a que ataquem a Sicília, o que corta o reino de Carlos em metade.
Ao reconstruir o Império Bizantino, Miguel restaurou a velha administração, porém sem se esforçar por corrigir os seus abusos, e ao reduzir a cunhagem de moeda apressou a decadência do comércio bizantino. Miguel morreu na Trácia em dezembro de 1282, mas a sua dinastia continuou durante quase dois séculos, mais do que qualquer outra dinastia romana.

## Filhos
Miguel e Teodora Ducena Vatatzina tiveram sete filhos:
- Manuel Paleólogo (ca. 1255–antes 1259)
- Irene Paleóloga (ca. 1256–antes de 1328), que se casou com João Asen III da Bulgária.
- Andrônico II Paleólogo (1259–1332).
- Ana Paleóloga (ca. 1260–1299/1300), que se casou com Demétrio (Miguel) Comneno Ducas, filho de Miguel II Comneno Ducas e Teodora Petralifena.
- Constantino Paleólogo (1261–1306), que casou-se com Irene Raulena, sua prima de segundo grau.
- Teodora Paleóloga, que se casou com o rei David IV da Geórgia.
- Eudócia Paleóloga, que se casou com João II de Trebizonda.
- Teodoro Paleólogo (ca. 1263 – depois de 1310)

Com uma concubina, da família Diplovatatzina, Miguel teve também duas filhas ilegítimas:
- Eufrósine Paleóloga, que se casou com Nogai Cã, da Horda Dourada.
- Maria Paleóloga, que se casou com Abaca Cã do Ilcanato.